# Gây hấn
Trong tâm lý học, khoa học hành vi và khoa học xã hội, gây hấn là hành vi giữa những cá thể trong cùng một loài với mục đích sỉ nhục, gây đau đớn và tổn hại. Ferguson và Beaver (2009) định nghĩa "gây hấn là hành vi với ý định gia tăng sự thống trị xã hội của sinh vật liên quan tới vị trí thống trị của những sinh vật khác". Hành vi săn mồi và bảo vệ không được xem là gây hấn. Gây hấn tồn tại dưới nhiều hình thức: thể chất, tinh thần hay lời nói.